# Eckhard Stark
Eckhard Stark est un tireur sportif allemand.

## Palmarès
Eckhard Stark a remporté l'épreuve Tanegashima (original) aux championnats du monde MLAIC organisés en 2002 à Lucques  en Italie 

Il a remporté l'épreuve Minié (original) et a pris la seconde place de l'épreuve Tanegashima (original) des championnats du monde MLAIC organisés en 2004 à Batesville aux USA.